# 兔子，等着瞧！
《兔子，等着瞧！》（俄语：Ну, погоди!）是最初由联盟动画（Союзмультфи́льм）制作的一部苏联/俄罗斯动画系列，始创于1969年，并在苏联流行。俄罗斯制作人制作了续集。第19、20集由圣诞电影13工作室（Студия 13 Кристмас Филмз）制作。动画片的原始语言是俄语，但片中的言语很少，通常只有感叹词，每集最多只有几句话。
本剧讲述一只淘气但爱好艺术的狼尝试抓（可能是为了吃）一只兔子的故事。节目中的其他角色一般要么是帮助兔子，要么就干扰狼的计划。

## 角色

### 兔子

第一集里的兔子。

兔子被描绘成一个正面英雄。兔子的上镜时间和描写都短于狼，而且它的多数行动都是为了应对狼。因此，一些观众更同情狼。在晚期的故事里，兔子更活泼，对它的描写也更多，甚至在一些情况下还设法救狼。在一些故事里，兔子被描写为打击乐手。兔子由克拉拉·鲁米扬诺娃（Кла́ра Румя́нова）配音。

### 狼

第五集里的狼。

狼起初被描绘成一个想要做出破壞、虐待未成年人、犯法而且吸烟的流氓。
狼通常用他离奇的能力（它会花样滑冰、芭蕾舞和华尔兹）抓兔。狼会弹吉他，使用大马力的摩托车。
第一集中，狼在爬上高楼抓兔子时，用口哨吹了当时流行的登山歌曲《关于一位朋友的一首歌》（弗拉基米尔·维索茨基的代表作）。尽管拥有这些才能，很多狼的计划最后失败或者害了自己。狼由阿纳托利·帕帕诺夫配音。
到了苏联晚期和俄罗斯时代，狼的形象慢慢变得更卡通化，犯罪减少。比如，在最后一集（#20）中，狼在嚼棒棒糖而不是吸烟，画风也更新了。狼在一些情形中态度懦弱，或多或少与原本的性格和配音矛盾。

### 其他角色
故事中有一些动物配角，最常见的是身体强壮且沉重的河马，狼经常会不小心打扰它，然后被迫逃跑。河马有不同的身份，例如博物馆保安、店主和过路人。
其他重复出现的角色包括魔术师猫，在节目的多场舞台表演中出现。猫被描绘成出色的魔术师，但很专注自我，对别人的评价很敏感。
节目中的其他动物包括熊、红狐狸、大象、海狸和猪。

## 背景
苏联解体后，俄国和西方观众都注意到了《兔子，等着瞧！》和《猫和老鼠》间的类似。第二次世界大战后，苏联从德国带来了一些华特迪士尼公司的动画片；导演承认从中（尤其是《小鹿斑比》）借鉴过，但在儿子1987年买录像带前从未看过《猫和老鼠》。在主题方面，《兔子，等着瞧！》更注重于现实生活中的情景和地点。
本剧中的语言很少。最常见的台词是狼计划失败时说的（你等着！）；以及本剧的标志，每集的最后狼说的（兔子，等着瞧！）。片中还包括很多动物叫声、笑声和歌曲。
节目在狼的配音演员去世后搁置。1993年的17、18集（分别在1994年和1995年发行）使用了他之前录制的声音（制品厂保存了所有本剧弃用的场景）。节目中还有很多置入性行銷（最显著的是诺基亚），并由AMT赞助。
2005年的版本由新的演员、工作室和导演制作，剧本则由原始的两位编剧写成。该作品到2007年12月才有DVD发行，之前只在电影节上播出。

## 评价

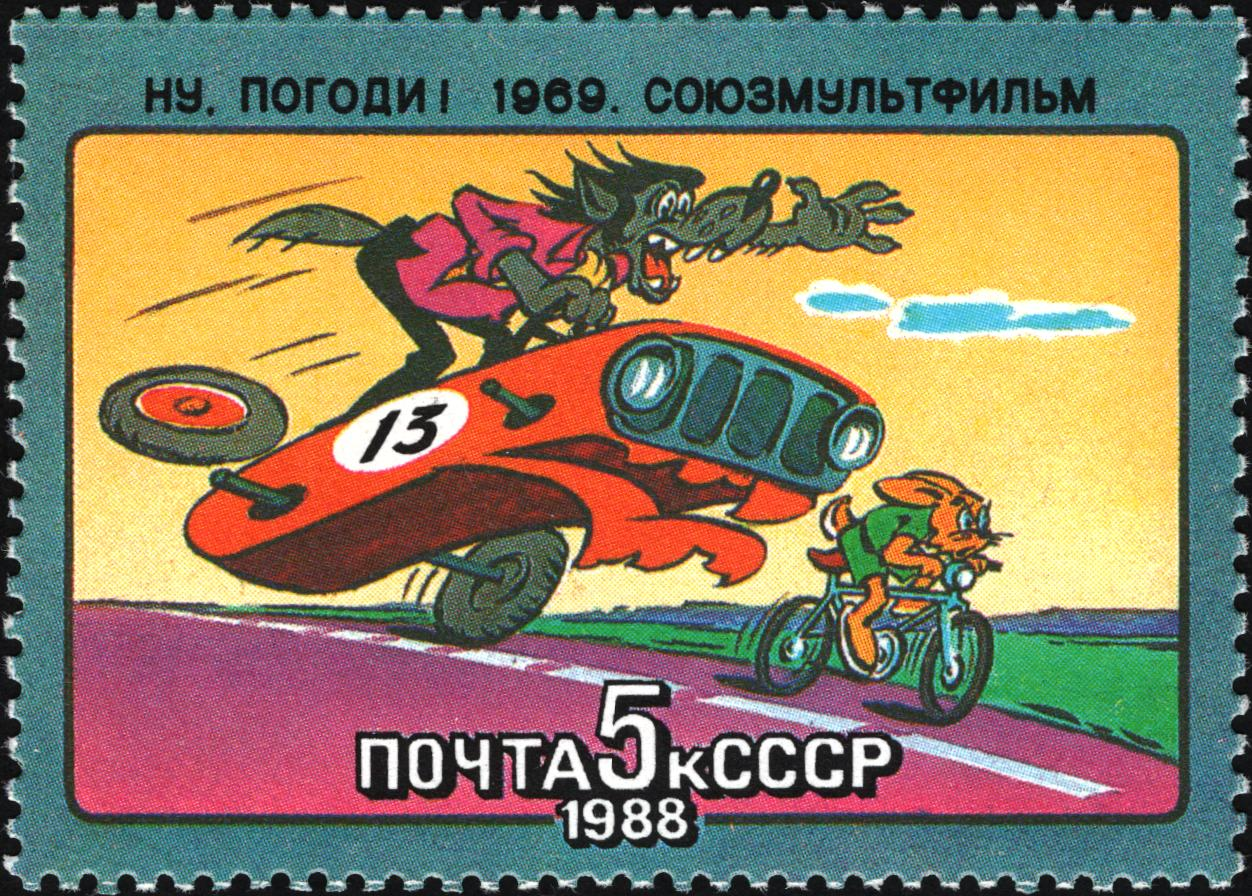
1988年的一枚苏联邮票，关于《兔子，等着瞧！》。

本节目在苏联公众中长时间受到欢迎，到现在依然在俄罗斯受到欢迎，然而在同行中的评价却并非如此。导演的儿子回忆道，虽然没人直说，但制片厂的画师和导演都认为《兔子，等着瞧！》是低级的。米哈伊洛维奇不是导演主创论的支持者（当时制片厂的很多导演都是），认为那是不必要的炫耀。
米哈伊洛维奇不喜欢暗示，尝试创造很简单、直率的情节。节目的主旨是简单和“西式”的：不要伤害小家伙，否则会偷鸡不成蚀把米。因为受到的欢迎，本剧经常成为评论家讨论的话题。苏联评论家看出了不同的暗示：比如，有人认为此片支持同性戀，因为狼给兔子鲜花作为友谊的标志，但这在当时是男性间被认为合理的社会行为；有人认为，这暗示着知识分子（兔子）与工人阶级（狼）间的斗争。导演阿列克谢·科琼诺奇金不理会这些批评，认为是凭空猜测。
2010年9月，波兰造币厂为纪念世界著名的卡通人物，发行了“卡通”系列纪念币，其中包括《兔子，等着瞧！》。

## 音乐
片中很多难忘的旋律都为搭配动作场景而专门创作或选择。大多数音乐是直接从1960年代到1980年代的国际放松音乐和舞蹈音乐唱片中截取的，多为制作者的个人藏品。这些录音的名称没有在动画片结尾列标注，因此一些音乐来源到现在依然无从查找。
片头曲是匈牙利作曲家Tamás Deák创作的Vízisí。
有时歌词会为配合动作而被修改或重写，令有一首新年音乐专门为节目而写。最开始考虑为狼配音的是歌手/演员弗拉基米尔·维索茨基 ，但没有得到苏联当局的允许。然而，一些对维索茨基的致敬依然存在：第一集中，狼就吹着他的《关于一位朋友的一首歌》的口哨。

## 集数列表
《兔子，等着瞧！》的每集都只被编号，没有被起名。每集都有不同的设定：
1. 城市与海滩 1969年6月14日
2. 晚上的露天市场 1970年7月18日
3. 道路 1971年5月29日
4. 体育场 1971年6月26日
5. 城市 1972年9月23日
6. 农村 1973年4月21日
7. 远航 1973年5月12日
8. 新年庆祝 1974年1月5日
9. 电视制片厂 1976年9月4日
10. 建筑工地 1976年10月9日
11. 马戏团 1977年7月30日
12. 博物馆 1978年4月8日
13. 奥运会 1980年5月17日
14. 儿童课外活动中心 1984年6月2日
15. 歌剧院 1985年6月22日
16. 俄罗斯民间故事世界 1986年9月27日
17. 异国岛屿 1994年6月25日
18. 商场 1995年6月24日
19. 海滩 2005年9月3日
20. 别墅区 2006年10月7日

1981年还发布了一部30分钟的叫做《丢失的故事》的宣传片，包括苏联卡通的不同角色。另发布过三部大约10分钟的未播出场景，只在完整收藏版本中收录。